# Bernex
Bernex je město na jihozápadě Švýcarska, v kantonu Ženeva. Žije zde přibližně 10 tisíc obyvatel.

## Geografie
Bernex se nachází jižně od řeky Rhôny a severně od řeky Aire, asi 6 km jihozápadně od centra Ženevy. Sousedními obcemi jsou Satigny, Vernier, Onex, Confignon, Perly-Certoux, Soral, Laconnex, Cartigny a Aire-la-Ville.

## Historie

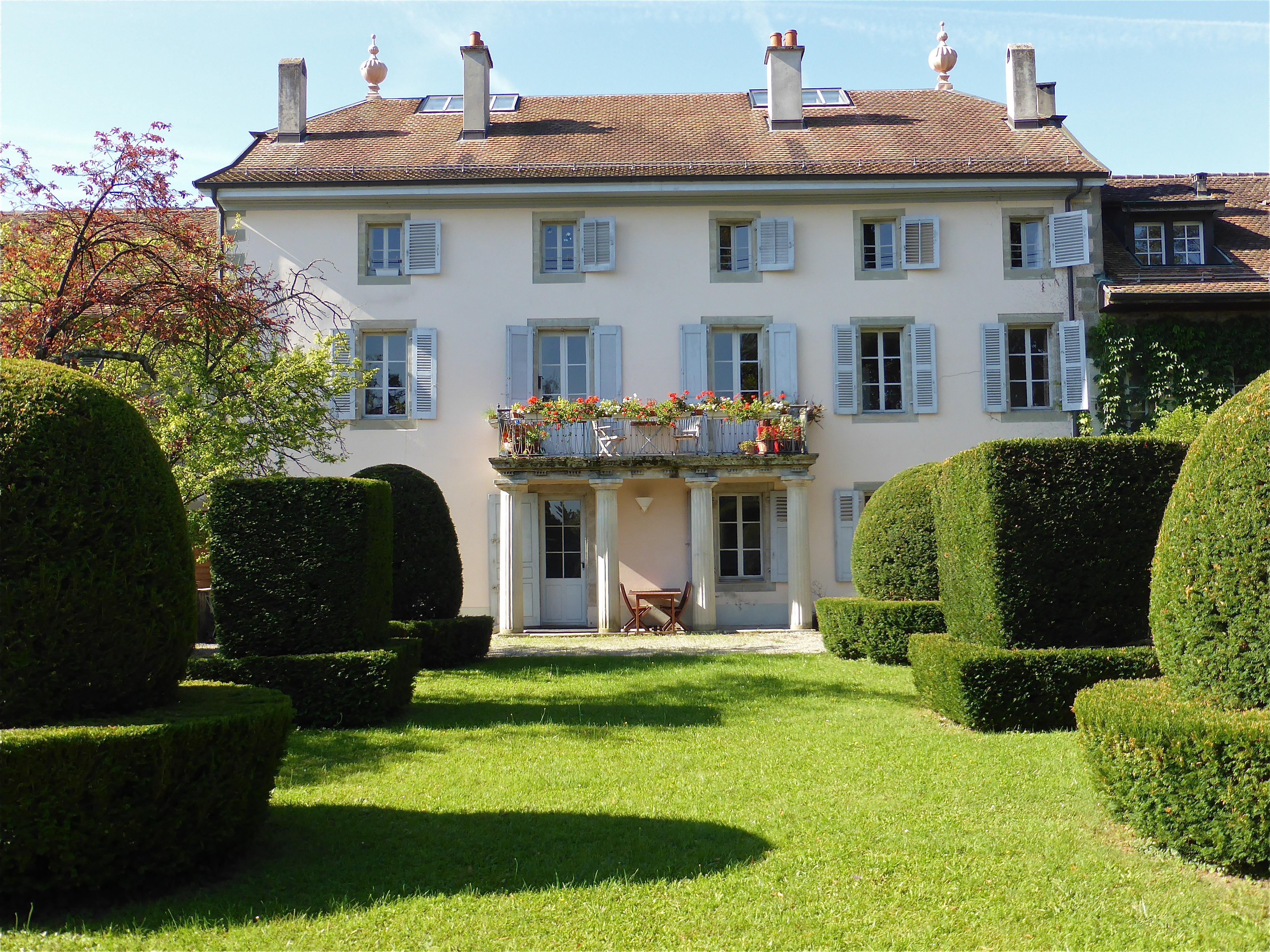
Dům Maison Thérémin

V roce 1968 byla v lokalitě En Saules objevena římská usedlost (z 1.–2. století) a jamky kulového tvaru z raně středověkých chat. První doložitelný kostel zasvěcený svatému Matoušovi (první stavba z raného středověku) se nacházel ve Vuillonnex a od 12. století byl sídlem děkanátu ženevské diecéze. Farní kostel svatého Mořice v Bernex je doložen od 13. století.
První zmínka o obci Brenay pochází z roku 1256. Ve 14. století vykonávali v oblasti Bernex práva různí vazalové ženevských hrabat (včetně de Lully, de La Naz a de Confignon). Ve 14. a 15. století vzniklo vesnické družstvo s určitými svobodami. Po vymření ženevských hrabat v roce 1401 přešla jejich svrchovaná práva v oblasti Bernex na hrabata a později na savojské vévody. V roce 1536 získal Bern část bývalého ženevského hrabství a zavedl zde reformaci. Až do roku 1567, kdy vstoupila v platnost Lausannská smlouva (1564), patřil Bernex k bernskému panství Ternier. Podle této smlouvy vrátil Bern část obsazených území savojskému vévodovi. Jedna z klauzulí však stanovila, že tam, kde byla zavedena reformační bohoslužba, má nadále existovat. V roce 1589 Karel Emanuel I. Savojský smlouvu zrušil a v Bernex byl jmenován katolický kněz. Navzdory četným přestupům na katolickou víru mohla reformovaná bohoslužba v Bernex pokračovat, i když s obtížemi a s přestávkami. V roce 1600 byly katolické farnosti Bernex, Confignon a Vuillonnex sloučeny. Již v roce 1617 měl kostel v Confignonu opět správce farnosti. Zatímco Turínská smlouva (1754), která upravovala jurisdikci nad oblastmi patřícími převorství Saint-Victor a katedrální kapitule Saint-Pierre, měla na Bernex jen malý dopad, anexe Savojska Francií v roce 1793 vedla ke vzniku farnosti Bernex-Onex-Confignon. V roce 1816 se Bernex stal součástí kantonu Ženeva.
Od roku 1889 přiblížila obec k městu tramvajová trať Ženeva–Bernex (v roce 1961 nahrazena autobusy). Vodní elektrárna Chèvres, postavená v roce 1896, byla v roce 1943 nahrazena elektrárnou Verbois. V roce 1899 byl založen kantonální ústav pro nevyléčitelně nemocné (Maison de Loëx). V desetiletí po druhé světové válce vedl prudký nárůst počtu obyvatel města Ženevy k nedostatku bytů, který byl řešen výstavbou bytových domů, nejprve na okraji města a později v okolních obcích. V rámci tohoto rozvoje byla zemědělská půda v Bernex od roku 1959 vyčleněna do stavební zóny pro nízkopodlažní zástavbu. V letech 1960–1980 se počet obyvatel zvýšil téměř o 400 %. Vzhledem k tomuto růstu vydaly úřady v roce 1979 stavební předpisy, jejichž cílem bylo zachovat stavební celistvost obce a co nejvíce zeleně. Navzdory rychlé urbanizaci, pokročilému přechodu na sektor služeb a rozvoji v rezidenční obec (80 % dojíždějících v roce 1990) zůstal Bernex čtvrtou největší vinařskou obcí Ženevy (vinice částečně vlastní stát Ženeva) a dokázalo si zachovat svůj venkovský charakter. Zemědělská půda (obiloviny, zelenina, řepka) a lesy stále tvoří 64 %, resp. 19 % rozlohy třetí největší obce kantonu.

## Obyvatelstvo
| Rok            | 1860 | 1900 | 1960 | 1970 | 1980 | 2000 | 2010 | 2012 | 2014 | 2015 | 2016   | 2017   |
| Počet obyvatel | 986  | 1004 | 1679 | 3870 | 8005 | 9076 | 9636 | 9640 | 9813 | 9932 | 10 045 | 10 014 |

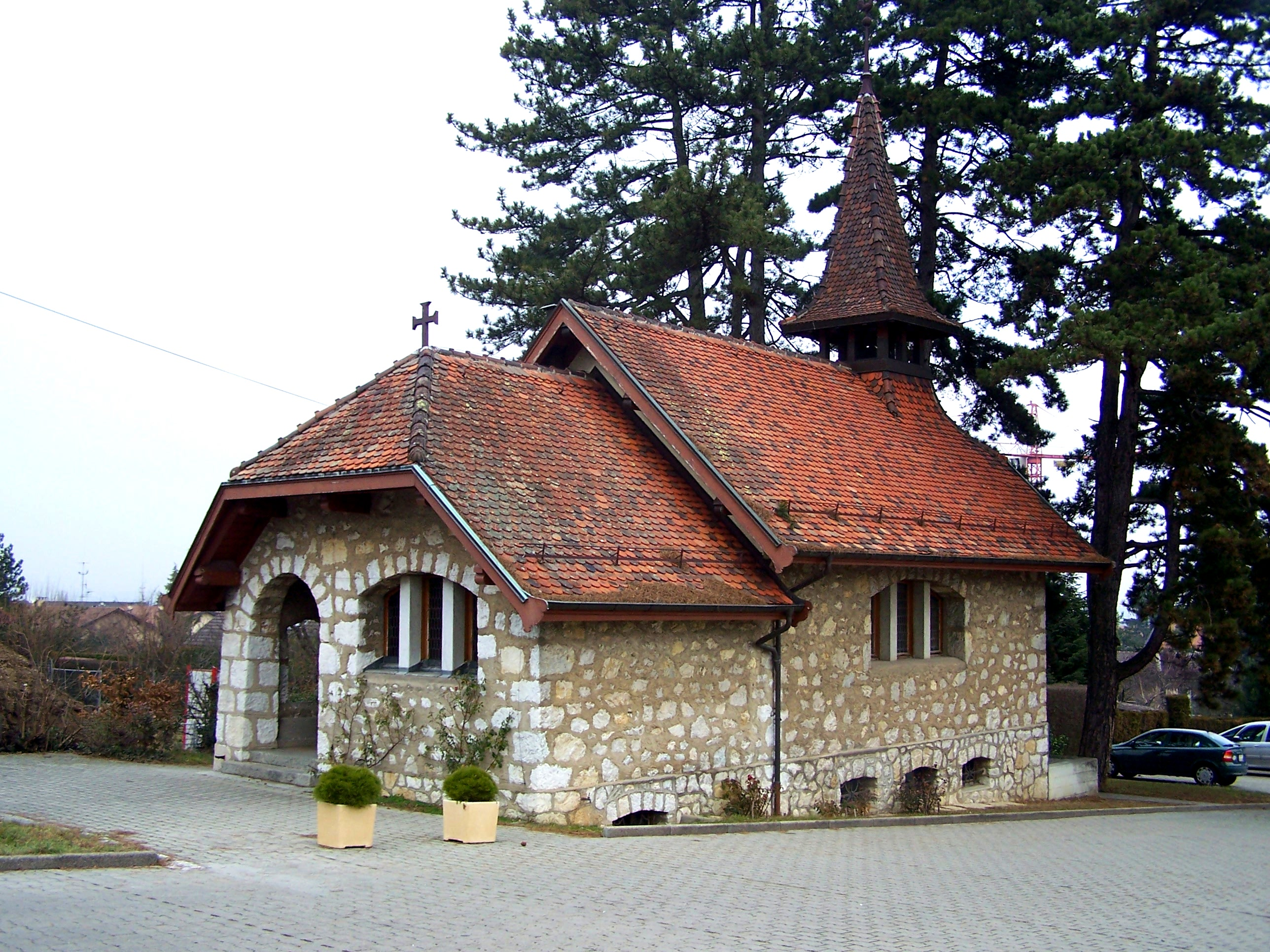
Reformovaný kostel

Většina obyvatel (k roku 2000) hovoří francouzsky (7759, tj. 85,5 %), druhá nejčastější je němčina (421, tj. 4,6 %) a třetí angličtina (193, tj. 2,1 %).

## Doprava
Bernex je napojen na síť ženevské veřejné dopravy tramvajovou linkou a několika autobusovými linkami, které provozuje ženevský dopravní podnik Transports publics genevois (TPG). Železnice územím města neprochází, nejbližší železniční stanice se nachází v Ženevě a Lancy. Bernex se nachází v blízkosti nájezdu na dálnici A1 ze Ženevy směrem k francouzské hranici.